# EUREKA
EUREKA, (англ. European Research Coordination Agency, «E!») — міжнародна європейська інноваційна науково-технічна програма, створена для здійснення досліджень та розробок конкурентноспроможних на світовому ринку.

## Історія
Програма «EUREKA» започаткована з ініціативи президента Франції Франсуа Міттерана та заснована на І Конференції Міністрів держав-членів EUREKA 17 липня 1985 в Парижі. Принципи даної програми затверджені Ганноверською декларацією, яка була підписана 6 листопада 1985.

## Країни-учасниці
Програма налічує 42 країни-учасниці, включаючи Європейський Союз, який представлений Європейською Комісією, а саме: Австрійська Республіка, Королівство Бельгія, Республіка Болгарія, Велика Британія, Грецька Республіка, Королівство Данія, Естонська Республіка, Європейський Союз, Ізраїль, Ірландська Республіка, Республіка Ісландія, Королівство Іспанія, Італійська Республіка, Республіка Кіпр, Латвійська Республіка, Литовська Республіка, Велике Герцогство Люксембург, Північна Македонія, Республіка Мальта, Князівство Монако, Королівство Нідерландів, Федеративна Республіка Німеччина, Норвезьке Королівство, Республіка Польща, Португальська Республіка, Російська Федерація, Румунія, Республіка Сан-Марино, Словацька Республіка, Республіка Словенія, Турецька Республіка, Угорська Республіка, Україна, Фінляндська Республіка, Французька Республіка, Республіка Хорватія, Чеська Республіка, Королівство Швеція, Швейцарська Конфедерація.
Асоційованими членами програми «EUREKA» є Республіка Албанія, Боснія і Герцеговина, Південна Корея, Канада.

## Основні документи
Основними документами програми «EUREKA» є:
1. Меморандум про взаєморозуміння між членами «EUREKA»;
2. Ганноверська декларація.

## Мета
Метою програми «EUREKA» є впровадження інноваційних науково-технічних розробок у виробництво, здійснення конкурентноспроможних на світовому ринку досліджень та розробок (R&D) невійськового призначення.
Програма «EUREKA» також сприяє розробці виробів, впровадженню технологічних процесів, наданню послуг високої якості, розширенню міжнародного співробітництва, збільшенню продуктивності праці, залученню промислових і дослідних установ до виконання спільних розробок.
Окрім того, програма сприяє підвищенню продуктивності та конкурентоспроможності європейської промисловості та економіки, а також створенню основи для покращення якості життя та зайнятості населення. Зазначені задачі реалізуються за допомогою спільних наукових проєктів.

## Напрями співробітництва
Основними напрямами співробітництва в рамках цієї програми є:
МЕДИЧНІ ТА БІОТЕХНОЛОГІЇ
- створення препаратів
- ліки та фармацевтичні препарати
- мікробіологія
- сільськогосподарські продукти
ЗВ'ЯЗОК
- діалогові аудіовізуальні ресурси
- технології ширострічкової мережі
- системи передачі
ЕНЕРГІЯ
- зберігання енергії
- генерація енергії
- транспортування енергії
- альтернативні джерела енергії
ІНФОРМАЦІЙНІ ТЕХНОЛОГІЇ
- мікроелектроніка
- програмне забезпечення та апаратні засоби ЕОМ
- мікросистеми
- нанотехнології
- розумні картки
ТРАНСПОРТ
- самодостатні системи вантажних перевозок
- транспортування різними видами транспорту
- автомобілі
- технології суднобудування
НАВКОЛИШНЄ СЕРЕДОВИЩЕ
- індустріальні, сільськогосподарські та міські відходи
- повітряне та шумове забруднення
- якість води
- екологічний менеджмент
- чисті технології виробництва
- рециркуляція
- лісове господарство
- морські ресурси
ІНДУСТРІАЛЬНІ ТЕХНОЛОГІЇ
ЛАЗЕРИ
НОВІ МАТЕРІАЛИ
ВИРОБНИЦТВО/РОБОТИ

## Типи проєктів
В рамках програми «EUREKA» реалізуються наступні типи проєктів:
1. Індивідуальні проєкти (Individual project). Незалежні один від одного проєкти, які формуються в одній з перерахованих сфер, та реалізовуються в рамках загальних процедур програми «EUREKA».
2. «Парасольні» проєкти (Umbrella projects). Проєкти, які об'єднані в рамках відповідних наукових напрямків діяльності, і мають самостійні цілі та задачі. Зазначене поєднання полегшує процес ініціювання проєктів та підбору партнерів. На даний час в рамках програми функціонують 9 «парасоль» (EUROMAR, EUROENVIRON, EUROAGRI, EUROSURF, CARE ELECTRONICS, FACTORY, WOOD-INITIATIVE, LOGCHAIN, EUROTOURISM).
3. Кластерні проєкти (Cluster projects). На відміну від «парасольних» проєктів, кластери — об'єднання проєктів, які націлені на певний стратегічний напрям співробітництва в рамках даної програми. Тобто, проєкти, які входять в кластер, мають на меті виробництво конкретного кінцевого продукту і охоплюють різні наукові напрямки необхідні для досягнення результату.
4. EUROSTARS — європейська програма розвитку малих та середніх підприємств в сфері інноваційної діяльності. Програма направлена на проведення досліджень в будь-якому науковому напрямку і метою зазначеного є розвиток нового продукту, процесу або послуг.

## EUREKA і Україна
Україна стала ассоційованим членом програми в 1993 році. Першим Національним координатором програми в Україні став Юрій Павлович Мєдвєдєв. Його наступник, Петро Семенович Смертенко, розпочав виконання спільних проєктів у 2000 році і довів кількість проєктів до 12 у 2006 році, що стало запорукою повноправного членства України в програмі.
Україна набула статусу країни-члена програми «EUREKA» відповідно до Заяви України про членство в Міжнародній європейській інноваційній науково-технічній програмі «EUREKA», підписаної 9 червня 2006 року в м. Прага, Чехія, Міністром освіти і науки України Станіславом Ніколаєнко (від «EUREKA» — Міністр освіти молоді і спорту Чеської Республіки Петра Бузкова) та ратифікованої Законом України від 01.10.2008 р. № 610-VI.
Після проведення у 2010 адміністративної реформи та відповідно до постанови Кабінету Міністрів України від 30 листопада 2011 № 1276 «Про внесення змін до переліку центральних органів виконавчої влади, інших державних органів, відповідальних за виконання зобов'язань, що випливають із членства України в міжнародних організаціях», центральним органом виконавчої влади, відповідальним за виконання зобов'язань, що випливають із членства України в програмі «EUREKA», визначено Державне агентство з питань науки, інновацій та інформатизації України.
У зв'язку із зазначеним у 2012 році було призначено:
1. Гриньова Б. В., Першого заступника Голови Держінформнауки, представником для участі в Міністерській конференції;
2. Волкову Ю. Г., заступника начальника управління міжнародного співробітництва та аналітичного забезпечення Держінформнауки, представником Групи високого рівня;
3. Руснак Н. М., головного спеціаліста відділу міжнародного науково-технічного співробітництва управління міжнародного співробітництва та аналітичного забезпечення Держінформнауки, — Координатором національних проєктів програми «EUREKA».

У червні 2012 року Гриньов Б. В. та Волкова Ю. Г. взяли участь у засіданнях Міністерської конференції та Групи високого рівня (далі — ГВР) відповідно. У листопаді 2012 року Руснак Н. М. взяла участь у засіданнях Координаторів національних проєктів (далі — КНП) та в спільному засіданні КНП та ГВР.
Україна брала участь у виконанні 27 проєктів програми «EUREKA», із загальним бюджетом — 5,86 мільйонів євро. В цих проєктах Україна співпрацювала із 29 країнами-учасницями «EUREKA», найбільше із Республікою Польща, Чеською Республікою та Литовською Республікою. Основними учасниками проєктів «EUREKA» від української сторони були університети (54%) та середні і малі підприємства (25%).
Процентне співвідношення вищезазначених проєктів за тематичними напрямками є наступним: 37% пов'язані із промисловими технологіями, 37% — із енергетикою та технологіями пов'язаними із навколишнім середовищем, 19% — з інформаційно-комунікативними технологіями та 7% — із біомедициною та медициною.
Внесок України до програми в 2012 становив 18 931,50 €.
Станом на листопад 2012 Україна бере участь в реалізації 10 проєктів за участю різних країн-учасниць вищезазначеної програми, та ще 4 проєктні пропозиції знаходяться на розгляді в Координатора національних проєктів.